# جون إليس مارتينو
جون إليس مارتينو (بالإنجليزية: John Ellis Martineau)‏ (و. 1873 – 1937 م) هو قاض، ومحام، وسياسي من الولايات المتحدة الأمريكية ولد في مقاطعة كلاي (ميزوري).